# Ka (kana)
Ka (romanização do hiragana か ou katakana カ) é um dos kana japoneses que representam um mora. No sistema moderno da ordem alfabética japonesa (Gojūon), ele ocupa a 6ª posição do alfabeto, entre O e Ki.
O caractere pode ser combinado a um dakuten, para formar o が em hiragana, ガ em katakana e ga em romaji.
か e カ originaram-se do kanji 加.
| Forma                        | Romaji      | Hiragana        | Katakana        |
| ---------------------------- | ----------- | --------------- | --------------- |
| k- (か行 ka-gyō)             | ka          | か              | カ              |
| k- (か行 ka-gyō)             | kaa kā, kah | かあ, かぁ かー | カア, カァ カー |
| Com dakuten g- (が行 ga-gyō) | ga          | が              | ガ              |
| Com dakuten g- (が行 ga-gyō) | gaa gā, gah | があ, がぁ がー | ガア, ガァ ガー |

## Formas alternativas
No Braile japonês, か ou カ são representados como:
| ●  | － |
| － | － |
| － | ●  |

O Código Morse para か ou カ é: ・−・・

## Traços

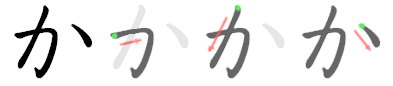
Seqüência de traços para escrita do か

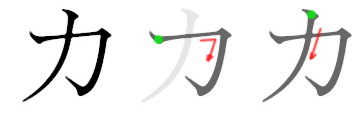
Seqüência de traços para escrita do カ